# Diplôme d’études secondaires de l’Ontario
 (novembre 2011).
Si vous disposez d'ouvrages ou d'articles de référence ou si vous connaissez des sites web de qualité traitant du thème abordé ici, merci de compléter l'article en donnant les références utiles à sa vérifiabilité et en les liant à la section « Notes et références ».
Le diplôme d'études secondaires de l'Ontario (DESO) est attribué aux étudiants des écoles secondaires en Ontario ayant complété les 18 crédits de bases obligatoires, en plus de 12 crédits additionnels optionnels, 40 heures de bénévolat, et le test provincial de compétences linguistiques.
Les 18 cours de bases suivent :
- 4 crédits dans une langue officielle (français ou anglais) (de la 9e à la 12e année) ;
- 3 crédits de Mathématiques, (au moins un doit être pris en 11e ou 12e année) ;
- 2 crédits de Sciences (un dans chacun: 9e et 10e année) ;
- 1 crédit d'histoire canadienne (9e ou 10e année) ;
- 1 crédit de géographie canadienne ;
- 1 crédit d'arts ;
- 1 crédit de santé et éducation physique ;
- 1 crédit dans une deuxième langue (français ou anglais) ;
- ½ crédit d'études des carrières ;
- ½ crédit d'instruction civique.

Les 12 additionnels comprennent différents sujets : les maths, les langues, la psychologie, la géographie, l’esthétique…

## Admission aux écoles d'éducation supérieur
Dans la plupart des cas, il nécessite le DESO ou l'équivalent d'une autre province, territoire ou pays pour être admis dans un programme dans une université ou un collège ontarien. Bien sûr, des exceptions existent. 